# Sam Hill Hardware
 (décembre 2023).
Sam Hill Hardware est un bâtiment commercial américain situé à Prescott, dans le comté de Yavapai, au Nouveau-Mexique. Il est inscrit au Registre national des lieux historiques depuis le 14 décembre 1978.